# 社会主义的类型
有许多政治运动，例如无政府主义、共产主义、劳工运动、马克思主义、社会民主主义和工团主义，其追随者根据对“社会主义”术语的不同定义而称自己为社会主义者，其中一些解释是互斥的，并引起关于社会主义的真正含义的讨论。

## 社会主义意识形态列表
- 空想社会主义
  - 塞瓦兰共产主义
  - 巴贝夫主义
    - 新巴贝夫主义
    - 布朗基主义

  - 圣西门主义
  - 傅立叶主义
  - 欧文主义
  - 魏特林主义
  - 伊加利亚共产主义
  - 工读主义
  - 山岸主义
- 共产主义
- 马克思主义（科学社会主义、科学共产主义、古典马克思主义）
  - 布尔什维克主义
    - 列宁主义（马克思列宁主义）
      - 托洛茨基主义
        - 文库马克思主义
        - 沙赫特曼主义（第三阵营）
        - 正统托洛茨基主义
        - 帕布洛主义（打入主义）
        - 曼德尔主义
        - 格兰特主义
        - 克里夫主义
        - 波萨达斯主义
        - 朗贝尔主义
        - 莫雷诺主义

      - 斯大林主义
        - 毛泽东思想
          - 穆莱莱主义
          - 毛主义-自发主义
          - 马克思列宁毛主义
            - 纳萨尔主义
            - 新综合
            - 贡萨罗思想
            - 普拉昌达道路
            - 豹子主义

          - 弗朗西斯科·莫斯克拉思想
          - 张春桥思想
          - 中国特色社会主义
            - 邓小平理论
            - “三个代表”重要思想
            - 科学发展观
            - 习近平新时代中国特色社会主义思想

        - 霍查主义
          - 革命民主
          - 斯大林霍查主义

        - 希布达斯·戈什思想
        - 新斯大林主义
          - 久加诺夫主义

      - 布哈林主义
      - 季诺维也夫主义
      - 布兰德勒主义
      - 马里亚特吉主义
      - 福本主义
      - 讲座派
      - 铁托主义（自治社会主义）
      - 兰科维奇主义
      - 赫鲁晓夫主义
      - 结构改革
      - 古拉什共产主义
      - 带有人性面孔的社会主义
      - 发达社会主义（现实社会主义）
      - 胡萨克主义
      - 民主德国色彩的社会主义
      - 泰斯托主义
      - 马西主义
      - 卡斯特罗主义
      - 格瓦拉主义
        - 焦点主义

      - 恩古瓦比社会主义
      - 马谢尔主义
      - 权利法案社会主义
      - 工人共产主义
      - 胡志明思想
      - 人民多党民主
      - 凯山·丰威汉思想

  - 俄国马赫主义
  - 召回主义
  - 最后通牒主义
  - 卢森堡主义
  - 凯尔特共产主义
  - 洛夫斯通主义
  - 白劳德主义
  - 吉拉斯主义
  - 欧洲共产主义
  - 德莱昂主义（产业工会主义）
  - 左翼共产主义
    - 委员会共产主义
    - 博尔迪加主义
    - 共产化

  - 中间马克思主义
    - 考茨基主义

  - 自治主义马克思主义（工人主义）
  - 开放马克思主义
  - 自管马克思主义
  - 正统马克思主义
    - 不可能主义

  - 奥地利马克思主义
  - 合法马克思主义
  - 劳农派马克思主义
  - 庸俗马克思主义
  - 新马克思主义
    - 西方马克思主义
      - 葛兰西主义
        - 新葛兰西主义

      - 黑格尔主义的马克思主义
      - 法兰克福学派
        - 总体性社会主义
        - 弗洛伊德马克思主义

      - 实践派
      - 分析马克思主义
      - 结构马克思主义
      - 人本主义马克思主义
      - 工具马克思主义
      - 后马克思主义
        - 布达佩斯学派

      - 情境主义
      - 政治马克思主义

  - 公社间主义
- 工团主义
  - 黄色工团主义
- 无政府主义
  - 互助论（蒲鲁东主义）
  - 个人无政府主义
    - 利己无政府主义
    - 非法主义
    - 哲学无政府主义

  - 集体无政府主义
    - 巴枯宁主义

  - 社会无政府主义（自由意志社会主义、左翼无政府主义、左翼自由意志主义）
    - 无政府共产主义
      - 马贡主义

    - 无政府工团主义
      - 索雷尔主义

    - 新萨帕塔主义
    - 公社主义
      - 民主邦联主义

    - 参与型经济

  - 纲领主义
  - 合成无政府主义
  - 不带形容词的无政府主义
  - 绿色无政府主义
    - 无政府原始主义
    - 深层生态学

  - 市场无政府主义
    - 自愿社会主义

  - 暴动无政府主义
  - 后殖民无政府主义
  - 黑人无政府主义
  - 酷儿无政府主义
  - 信息无政府主义
    - 密码学无政府主义

  - 后无政府主义
  - 无政府和平主义
  - 新村主义
  - 水平主义
- 社会民主主义（民主社会主义）
  - 费边主义
  - 可能主义
  - 米勒兰主义
  - 饶勒斯主义
  - 伯恩施坦主义
  - 经济主义
  - 孟什维克主义
  - 取消主义
  - 山川主义
  - 麦克唐纳主义（盎格鲁-撒克逊主义）
  - 盖茨克尔主义
  - 贝文主义
  - 北欧模式
    - 职能社会主义
    - 基金社会主义

  - 精神社会主义
  - 解放主义
    - 菲格雷斯主义
    - 蒙赫-阿拉亚主义
    - 阿里亚斯主义
    - 阿尔瓦雷斯主义

  - 通往社会主义的民主道路
  - 日本型社会民主主义
  - 新加坡社会主义
  - 桑戈尔主义
  - 福利社会主义
  - 阿连德主义
  - 埃杰维特主义
  - 可能的社会主义
  - 克拉克西主义
  - 人道的民主的社会主义
  - 第三条道路
    - 布莱尔主义
    - 布朗主义
    - 斯塔默主义

  - 梅朗雄主义
  - 科尔宾主义
  - 桑德斯主义
  - 21世纪社会主义
    - 查韦斯主义（玻利瓦尔主义）
    - 卢拉主义
    - 基什内尔主义
    - 社群社会主义
    - 美好生活社会主义
- 地区社会主义
  - 人民社会主义 (中欧)
  - 卡德纳斯主义
  - 非裔美国人社会主义
  - 甘地社会主义
  - 尼赫鲁主义
  - 穆吉布主义
  - 玛尔哈恩主义
  - 纳沙贡
  - 阿普拉主义
  - 桑地诺主义
  - 合作社会主义
  - 军事社会主义
  - 爱国左翼
  - 阿拉伯社会主义
    - 阿拉伯复兴社会主义
      - 新复兴主义
        - 阿萨德主义

      - 萨达姆主义

    - 纳赛尔主义
    - 布尔吉巴主义
    - 自管社会主义
    - 民主的和真正的社会主义
    - 苏丹式社会主义

  - 非洲社会主义
    - 村社社会主义
      - 恩克鲁玛主义
      - 公社体社会主义
      - 乌贾马社会主义
      - 福科诺洛纳社会主义

    - 凯塔社会主义
    - 马尔加什社会主义
    - 人道主义的社会主义
    - 索马里社会主义
    - 桑卡拉主义

  - 印度洋社会主义
  - 美拉尼西亚社会主义
  - 民生主义
  - 民族共产主义
    - 民族民主共产主义
    - 罗马尼亚民族共产主义
- 宗教社会主义（宗教共产主义）
  - 佛教社会主义
    - 西哈努克主义
    - 缅甸式社会主义

  - 基督教社会主义
    - 基督教无政府主义
    - 基督教共产主义
      - 天主教共产主义
        - 卡尔德隆主义

    - 基督教左翼
    - 造神派
    - 社会福音
    - 解放神学
      - 黑色神学

    - 卡尔德拉社会主义

  - 伊斯兰社会主义
    - 第三国际理论
    - 布托社会主义
- 犹太左翼
  - 劳工锡安主义
  - 崩得主义
- 马志尼主义
- 讲坛社会主义
- 自由社会主义
- 伦理社会主义
- 生态社会主义
- 封建社会主义
- 小资产阶级社会主义
  - 真正的社会主义
  - 拉萨尔主义
  - 杜林主义
- 捐税社会主义
- 行会社会主义
- 托利社会主义
- 农业社会主义
  - 俄国民粹主义
  - 萨帕塔主义
  - 波尔布特主义
- 马哈伊斯基主义
- 国家社会主义
  - 穆罕默德-礼萨·巴列维社会主义
  - 战争社会主义
  - 施特拉塞尔主义
- 祖巴托夫主义
- 市政社会主义
  - 下水道社会主义
- 市场社会主义
  - 李嘉图社会主义
  - 合作社社会主义
- 数字社会主义

## 相关概念
- 资产阶级社会主义
- 革命社会主义
- 革命马克思主义
- 威权社会主义
- 国有社会主义
- 一国社会主义
- 人民社会主义
- 社会法团主义
- 日本型社会主义
- 柠檬社会主义
- 第三世界社会主义
- 新社会主义
- 后社会主义
- 社会主义女性主义
- 马克思主义女性主义
- 无政府女性主义
- 杯水主义
- 修正主义 (马克思主义)
- 反修正主义
- 社会爱国主义
- 社会主义爱国主义
- 社会帝国主义
- 社会法西斯主义
- 改良主义
- 进步主义
- 世界共产主义
- 后共产主义
- 新共产主义
- 兵营式共产主义
- 战时共产主义
- 原始共产主义
- 前马克思主义共产主义
- 反资本主义
- 反斯大林主义左翼
- 反帝国主义·反斯大林主义
- 新左翼
  - 日本新左翼
  - 中国新左派
- 反反共产主义
- 香槟社会主义
- 犹太布尔什维克主义
- 犹太共产主义
- 隐蔽共产主义
- 文化马克思主义
- 日丹诺夫主义
- 乌布利希主义
- 勃列日涅夫主义
- 纳米社会主义